# Karang Asem (Tungkal Ilir)
Karang Asem is een bestuurslaag in het regentschap Banyuasin van de provincie Zuid-Sumatra, Indonesië. Karang Asem telt 602 inwoners (volkstelling 2010).